# Битка при Дойран (1916)
Вижте пояснителната страница за други значения на Битка при Дойран.
Битката при Дойран от 1916 г. е първата битка от така наречената Дойранска епопея.
Провежда се между 9 и 18 август 1916 г. близо до езерото Дойран. На 9 август три френски и една британска дивизии с обща численост 45 000 души с 400 оръдия нападат българските позиции край езерото, които са отбранявани от 2-ра бригада на Втора пехотна тракийска дивизия под командването на полковник Чаръкчиев. Атаката започва с тежък артилерийски обстрел по позициите на 27 чепински полк и 9 пловдивски полк. Всичките четири атаки, които последват – на 10, 15, 16 и 18 август са отбити от втора дивизия и съюзниците са принудени да отстъпят към първоначалните си позиции с тежки загуби.
Загубите на съглашенците са 3200 души.